# Tyson Gay
Tyson Gay (Lexington (Kentucky), 9 d'agost de 1982) és un atleta nord-americà que competeix a les curses de 100 metres i de 200 metres. Els seus 9,69 segons als 100 metres és el rècord dels Estats Units i el fa el segon atleta més ràpid de tots els temps. En els 200 metres, amb els seus 19,58 segons, és el cinquè atleta més ràpid de l'especialitat. Gay va patir una lesió greu del múscul isquiotibial mentre corria els 200 metres, cosa que li impedí de guanyar una medalla individual als Jocs Olímpics d'Estiu de 2008, a Beijing.
Tyson Gay participa activament en la lluita contra el dòping a l'esport.